# 希拉萊區
希拉萊區是立陶宛陶拉格縣内的市镇，位于该国西部，行政中心为希拉萊。市镇面積为1,188平方公里，2020年人口数量为21,887人。